# Вассерман, Вацлав
Вацлав Вассерман (настоящее имя — Вацлав Водичка; чеш. Václav Wasserman; 19 февраля 1898, Прага — 28 января 1967) — чешский актёр, режиссёр и сценарист, продюсер.

## Биография
После трёх лет обучения в средней школе поступил учеником в одну из пражских компаний, в которой работал до окончания Первой мировой войны.
В 1918 году поступил в труппу кабаре «Рококо», где служил до начала 1920-х годов. После знакомства с Карелом Ламачем увлёкся кино. Начинал с переводов титров для иностранных фильмов, писал сценарии, был актёром, в 1922 году снял свой первый фильм. Входил в так называемую «Большую четвёрку» чешского кинематографа, к которой, кроме Керела Лемача и Вацлава Вассермана, были причислены актриса Анни Ондра и оператор Отто Хеллер.
Со второй половины 1950-х годов преподавал на факультете кино Пражской академии музыкального искусства (FAMU), сотрудничал с журналами, написал книгу воспоминаний.

## Избранная фильмография
- 1922 Kam s ním? — режиссёр
- 1925 Ty petřínské stráně[2]
- 1928 Pohorská vesnice[2]
- 1930 Императорский и королевский фельдмаршал
- 1932 Лёличек на службе у Шерлока Холмса — сценарист
- 1933 Учитель Идеал — сценарист
- 1934 Гей, руп! / Hej-Rup! — сценарист, продюсер (под именем F. Formen)
- 1936 Trhani — режиссёр[2]
- 1937 Lidé pod horami — режиссёр[2]
- 1938 Boží mlýny — режиссёр[2]
- 1940 Бабушка — сценарист
- 1949 Катакомбы – сценарист
- 1944 Sobota — режиссёр
- 1946 Nadlidé — режиссёр
- 1947 Tři kamarádi — режиссёр
- 1948 Čertova stěna — режиссёр
- 1952 Сплавщики / Plavecký mariáš — режиссёр
- 1954 Nejlepší člověk — режиссёр
- 1957 Дедушка-автомобиль — актёр (Луи Годдар)
- 1959 Такая любовь / Taková láska[3] — актёр (Divák)
- 1964 Тридцать три серебряных перепёлки / Třiatřicet stříbrných křepelek[2]
- 1967 Похищенный дирижабль / Ukradená vzducholoď — актёр (Admiral) (в титрах не указан)[4]